# Josef Salcher

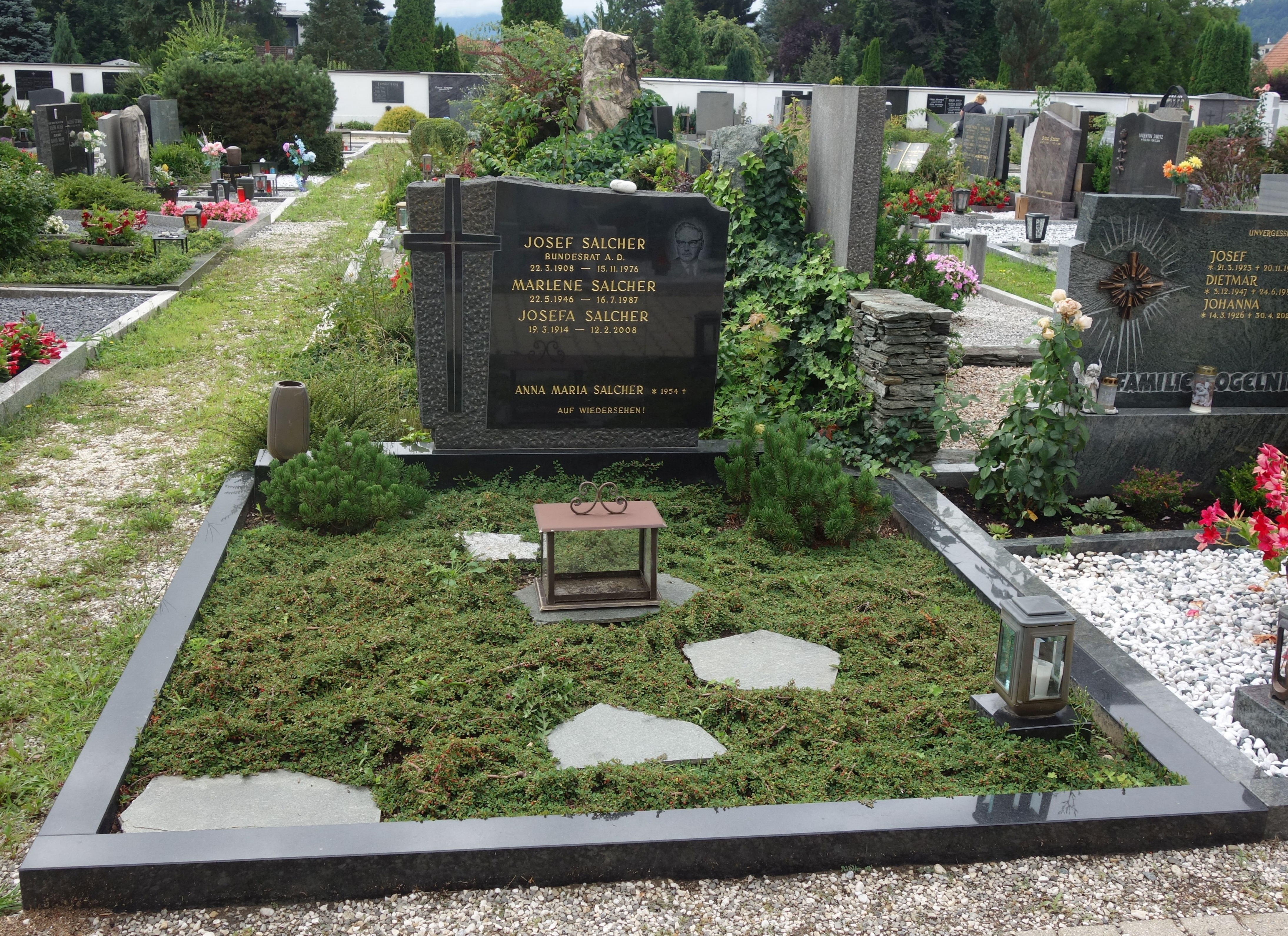
Grabstein von Josef Salcher am Friedhof St. Martin in Klagenfurt

Josef Salcher (* 22. März 1908 in Liesing (Gemeinde Lesachtal, Kärnten); † 15. November 1976 in Klagenfurt am Wörthersee, Kärnten) war ein österreichischer Politiker (ÖVP).

## Leben
Josef Salcher besuchte zunächst nur die Volksschule, ehe er als Knecht in der Landwirtschaft seinen Lebensunterhalt bestritt. 1936 wurde er, nachdem er sich das nötige Fachwissen durch Selbststudium angeeignet hatte, Land- und Forstarbeiter. Über den Posten des Landarbeiter- und Gewerkschaftssekretärs stieg Salcher bis zum Vizepräsidenten der Kärntner Landarbeiterkammer, ein Amt, welches er ab 1955 bekleidete. Zudem wurde er zum Vorsitzenden der Kärntner Land- und Forstwirtschaftlichen Sozialversicherung gewählt.
Sein erstes politisches Mandat bekleidete Salcher ab 1945, als er für die ÖVP als Abgeordneter in den Kärntner Landtag einzog. Nach elf Jahren schied er im Juni 1956 aus und wechselte in den Bundesrat nach Wien, dem Salcher weitere elf Jahre, bis Dezember 1967, angehören sollte.